# Neuwelt Emil
Neuwelt Emil (1883[forrás?]–?) magyar élvonalbeli labdarúgó, sportvezető. 

## Életpálya
A magyar labdarúgás kezdetén a Budapesti Athletikai Klub (BAK) labdarúgó sportolója.

## Sportvezetőként
Az első világháborút követő nehéz időszakban, 1919 és 1920 között a Magyar Labdarúgó-szövetség (MLSZ) főtitkára volt.
Az MLSZ megbízásából kettő válogatott összeállítását segítő válogató bizottság tagja: Neuwelt Emil, Vámos Soma, Pártos Gyula / Stobbe Kálmán, Mamusich Mihály és a szövetségi kapitány Kiss Gyula.
| Időpont          | Helyszín                        | Mérkőzés típusa                   | Mérkőzés                     | Eredmény | Nézők száma |
| ---------------- | ------------------------------- | --------------------------------- | ---------------------------- | -------- | ----------- |
| 1921. június 5.  | Hungária krt. Stadion, Budapest | 78. válogatott mérkőzés           | Magyarország–Németország     | 3 – 0    | 30 000      |
| 1921. június 26. | Üllői úti Stadion , Budapest    | nem hivatalos válogatott mérkőzés | Magyarország–Dél-Németország | 3 – 0    | 25 000      |

## Szakmai sikerek
Az 1909–10-es 9. hivatalos bajnokságban a 4. helyezett BAK játékosa volt.

## Külső hivatkozások
- Neuwelt Emil. oszk.hu. (Hozzáférés: 2013. március 27.)